# 에파비렌즈
에파비렌즈(Efavirenz, EFV)는 HIV / AIDS를 치료하고 예방하는 데 사용되는 비뉴클레오시드 역전사효소 억제약(NNRTI)인 항레트로 바이러스 약물이다. 상품명 서스티바(Sustiva)로 시판된 약물로는 바늘에 찔린 부상과 같은 기타 잠재적인 HIV 바이러스 노출 후에 예방에도 사용 가능하며 경구투여한다.국내에서는 '스토크린(Stocrin)'이라는 상품명으로 2008년 8월 28일에 식품의약품안전처에 승인되었다. 에파비렌즈(efavirenz)와 엠트리시타빈(Emtricitabine), 그리고 테노포비르(tenofovir) 이 3개의 성분을 조합한 복합제로는 Atripla라는 상품명으로 2006년 7월 12일에 미국식품의약국(FDA, Food and Drug Administration)에 승인되었다.
에파비렌즈(efavirenz)의 흔한 유해효과인 두통, 불면, 어지럼(drowsiness), 졸음 등은 약물 치료 지속시에 사라지는 경향이 있고, 약물 복용을 취침 전에 하는 것이 도움이 된다. 피부 발진(skin rash)은 대부분 경미하거나 중등도 수준으로 나타나며 복약 지속해도 대부분 완화된다. 드물게 발진이 심각해 지는 경우도 존재한다. 다른 유해작용으로는 우울증, 조증, 정신병(psychosis) 등이 나타날 수 있다.
에파비렌즈(efavirenz)는 비뉴클레오시드 역전사효소 억제제(NNRTI)이며 역전사효소의 기능을 차단함으로써 작동한다.
에파비렌즈는 미국에서는 1998년에, 유럽 연합에서는 1998년에 의약품으로 승인되었으며 2019년에는 세계 보건기구 (WHO)의 필수 의약품 목록에 선정되었다. 2016년부터는 제네릭 의약품으로 이용 가능하게 되었다.

## 의료적 용도
미국 보건복지부의 항레트로 바이러스 지침에서는 이전에 치료받지 않은 HIV 감염의 경우인 성인과 청소년, 그리고 어린이에게 선호되는 NNRTI 기반 요법 중 하나로써 테노포비르 디소프록실(tenofovir disoproxil)과 엠트리시타빈(Emtricitabine) 그리고 에파비렌즈(efavirenz)를 함유하는 복합제인 트루바다(Truvada)를 사용할 것을 권장한다.
에파비렌즈는 또한 HIV 노출 후 예방요법의 일부로 다른 항레트로 바이러스약과 함께 사용되어 HIV 감염 위험에 노출된 경우(예 : 바늘로 찔린 부상, 특정 유형의 보호되지 않은 성관계 등)에 HIV 감염 위험을 줄인다.

### 임신과 모유 수유
에파비렌즈(efavirenz) 치료 중인 환자는 모유 수유를 금한다. HIV 감염 환자의 경우에는 모유를 통해서 유아가 HIV 감염되는 것을 피하기 위해서도 수유를 금지해야 한다. 임신한 환자의 경우에는 의료진과의 상담이 필요하다. 발생 · 생식 독성 시험에서 임신한 원숭이에게 임신한 기간 동안 (교미 후 20-150일) 에파비렌즈(60mg/kg/day)를 투여시 태자/신생자 20마리 중 3마리에서 기형이 관찰 되었다. 랫드에게 에파비렌트를 투여했을 시에는 기형이 관찰 되진 않았으나 에파비렌즈 200 mg/kg/day를 투여하였을 때 태자 재흡수의 증가가 관찰되었다. 에파비렌즈 75 mg/kg/day를 임신한 토끼에게 투여시에는 최기형 또는 배자독성을 에파비렌즈가 나타내지는 않았다.

## 금기
에파비렌즈 치료 중인 환자는 성요한풀(St. John’s wort)을 포함해 다른 약물과도 상호작용이 있을 수 있으니 의사에게 반드시 다른 복용 약물이나 생약에 대해 알려야한다.

## 유해 작용
흔한 유해 효과인 두통, 불면, 어지럼(drowsiness), 졸음 등은 약물 치료 지속시에 사라지는 경향이 있고, 약물 복용을 취침 전에 하는 것이 도움이 된다. 피부 발진(skin rash)은 대부분 경미하거나 중등도 수준으로 나타나며 복약 지속해도 대부분 완화된다. 드물게 발진이 심각해 지는 경우도 존재한다. 다른 유해작용으로는 우울증, 조증, 정신병(psychosis) 등이 나타날 수 있다.
에파비렌즈(efavirenz) 치료 중엔 마리화나에 대한 소변 검사에서 위양성 결과가 나올 수 있다.

## 약물 상호작용
에파비렌즈(efavirenz)는 시토크롬 P450에 속하는 CYP2B6와 CYP3A4 효소에 의해서 간에서 대사된다. 그러므로 에파비렌즈는 이 두 효소의 기질이며 동일 효소들을 필요로 하는 다른 약물의 대사를 감소 시킬 수 있다. 그러나 에파비렌즈는 CYP3A4의 유도약 및 억제약이기도 하므로 많은 여러 약물들 과의 상호작용도 가능하므로 반드시 의사에게 복용중인 다른 약물을 알려야한다.
에파비렌즈가 영향을 미치는 약물 그룹 중 하나는 HIV / AIDS에 사용되는 프로테이스(protease) 억제제이다. 에파비렌즈는 인디나비르(indinavir)를 포함한 프로테이스 억제제의 혈중 농도를 낮추며 낮은 수치에서의 프로테이스 억제제는 두 약물을 모두 복용하는 사람들에게 효과적이지 않을 수 있다.
에파비렌즈는 항진균제에도 영향을 미친다. 에파비렌즈는 이트라코나졸(itraconazole), 케토코나졸(ketoconazole)과 같은 항진균제의 혈중 농도를 낮추므로 두 약물을 동시 복용하는 사람들에게 효과적이지 않을 수 있다.

## 기전

### 항 HIV 효과
에파비렌즈(efavirenz)는 비뉴클레오시드 역전사효소 억제제(NNRTI)인 항레트로 바이러스약이며 바이러스의 RNA를 DNA로 역전사하는 역전사효소를 억제한다. 뉴클레오시드 및 뉴클레오티드 역전사효소 억제약(NRTI)와는 다르게 역전사 효소의 활성 부위가 아닌 별개의 부위에 결합함으로써 알로스테리하게 역전사효소를 억제한다.
HIV-2의 역전사 효소 포켓은 다른 구조를 가지고 있어 비뉴클레오시드 역전사효소 억제제(NNRTI)에 내재 내성을 가지므로 에파비렌즈는 HIV-2에 효과적이지 않다.
대부분의 비뉴클레오시드 역전사효소 억제제(NNRTI)가 동일한 포켓에 결합하기 때문에 에파비렌즈에 내성이 있는 바이러스 균주는 일반적으로 다른 비뉴클레오시드 역전사효소 억제제(NNRTI)에도 내성이 있다. 에파비렌즈 치료 후에 가장 흔하게 관찰되는 돌연변이는 K103N이며 다른 NNRTI에서도 관찰된다. 뉴클레오시드 역전사효소 억제제(NRTI)와 에파비렌즈는 서로 다른 결합부위를 표적으로 하므로 교차 내성(cross-resistance)은 거의 없다.

### 신경정신학적 효과
2016년 현재 에파비렌즈(efavirenz)의 신경정신학적 부작용의 기전은 명확하지 않다. 에파비렌즈는 아마도 미토콘드리아 기능을 방해함으로써 신경 독성을 나타내는 것으로 보이며, 이는 결국 크레아티닌 키네이스(creatine kinase)를 억제하거나 미토콘드리아 막을 파괴하거나 산화 질소(nitric oxide) 신호를 방해함으로써 유발될 수 있다. 일부 신경정신학적 부작용은 칸나비노이드 수용체(cannabinoid receptors) 또는 5-HT2A 수용체의 활동을 통해 매개될 수 있지만 에파비렌즈는 많은 중추신경계(CNS) 수용체와 상호작용하므로 명확하지 않다. 신경정신학적 부작용은 용량에 의존적으로 나타난다.

## 화학적 성질
에파비렌즈(efavirenz)의 IUPAC 명칭은 (S)-6-chloro-(cyclopropylethynyl)-1,4-dihydro-4-(trifluoromethyl)-2H-3,1-benzoxazin-2-one이다. 에파비렌즈의 실험식은 C14H9ClF3NO2이다. 분자량은 315.68 g/mol이며 흰색에서 약간 분홍색의 결정성 분말 형태이며 물에는 거의 녹지 않는다.(<10 µg / mL)

## 역사
에파비렌즈(efavirenz)는 상품명 서스티바(Sustiva)로 1998년 9월 21일에 미국 식품의약국(FDA, Food and Drug Administration)에 승인을 받았다.
2016년 2월 17일에는 미국 식품의약국(FDA, Food and Drug Administration)이 마일란(Mylan)이 생산하는 제네릭 정제 제형을 승인했다.
2018년 말 태국의 GPO (Government Pharmaceutical Organization)는 세계 보건기구 (WHO) 승인을 받은 후 에파비렌즈를 생산할 것이라고 발표했다.

## 사회와 문화

### 가격 정보
2016년 7월 600 mg 정제의 1 개월 공급 비용은 약 US $ 1,010이다. 2007년에 머크(Merck)는 특정 개발 도상국과 HIV에 영향을 많이받는 국가에게 하루에 약 0.65 달러로 에파비렌즈(Efavirenz)를 제공했다. 일부 신흥 국가에서는 인도 제네릭을 구입하기로 결정했다.
2012년 6월 태국에서는 1 개월 분량의 에파비렌즈(efavirenz) + 트루바다(Truvada)가 2,900 바트 (미화 90 달러)이며, 약을 감당할 수 없는 환자를 위한 사회 프로그램이 있다. 2018년부터 태국은 국내에서에 에파비렌즈를 생산할 예정이다. 정부 제약기구 제품은 600mg 정제 30 개당 180 바트이다. 태국에서 수입 된 버전은 병당 1,000 바트 이상에 판매된다. GPO는 2018년에 4,200 만 개의에 에파비렌즈 알약을 생산하기 위해 제조 능력의 2.5 %를 투자하여 국내뿐 아니라 수출 시장에도 서비스를 제공 할 것이다. 필리핀에서만 5 천 1 백만 바트에 약 300,000 병의에 에파비렌즈를 주문할 것이다.
남아프리카에서는 제네릭 거대 기업인 아스펜 파마케어(Aspen Pharmacare)가 가성비 좋은 항 레트로 바이러스 약물을 사하라 사막 이남의 아프리카에 제조와 배포를 할 수 있는 라이센스를 부여받았다.

### 레크리에이션용으로 사용
환각 및 해리 효과가 있다고 알려진 알약을 분쇄하고 흡연함으로써 에파비렌즈(efavirenz)를 남용하는 사례가 남아프리카에서 보고되었다. 남아프리카에서는 whoonga와 nyaope로 알려진 혼합물로 사용한다.

### 상품명
에파비렌즈(efavirenz)는 2016년부터 Adiva, Avifanz, Efamat, Efatec, Efavir, Efavirenz, Efcure, Eferven, Efrin, Erige, Estiva, Evirenz, Filginase, Stocrin(스토크린), Sulfina V, Sustiva(서스티바), Virorrever 및 Zuletel이라는 상품명으로 판매되고 있다.
에파비렌즈(efavirenz)와 엠트리시타빈(Emtricitabine), 그리고 테노포비르(tenofovir) 이 3개의 성분을 조합한 복합제로는 2016년부터 Atripla, Atroiza, Citenvir, Oditec, Teevir, Trustiva, Viraday 및 Vonavir라는 상품명으로 판매되고 있다.
에파비렌즈(efavirenz)와 테노포비르(tenofovir), 그리고 라미부딘(lamivudine) 이 3개의 성분을 조합한 복합제로는 2016년부터 Eflaten이라는 상품명으로 판매되었다.